# Groene flits

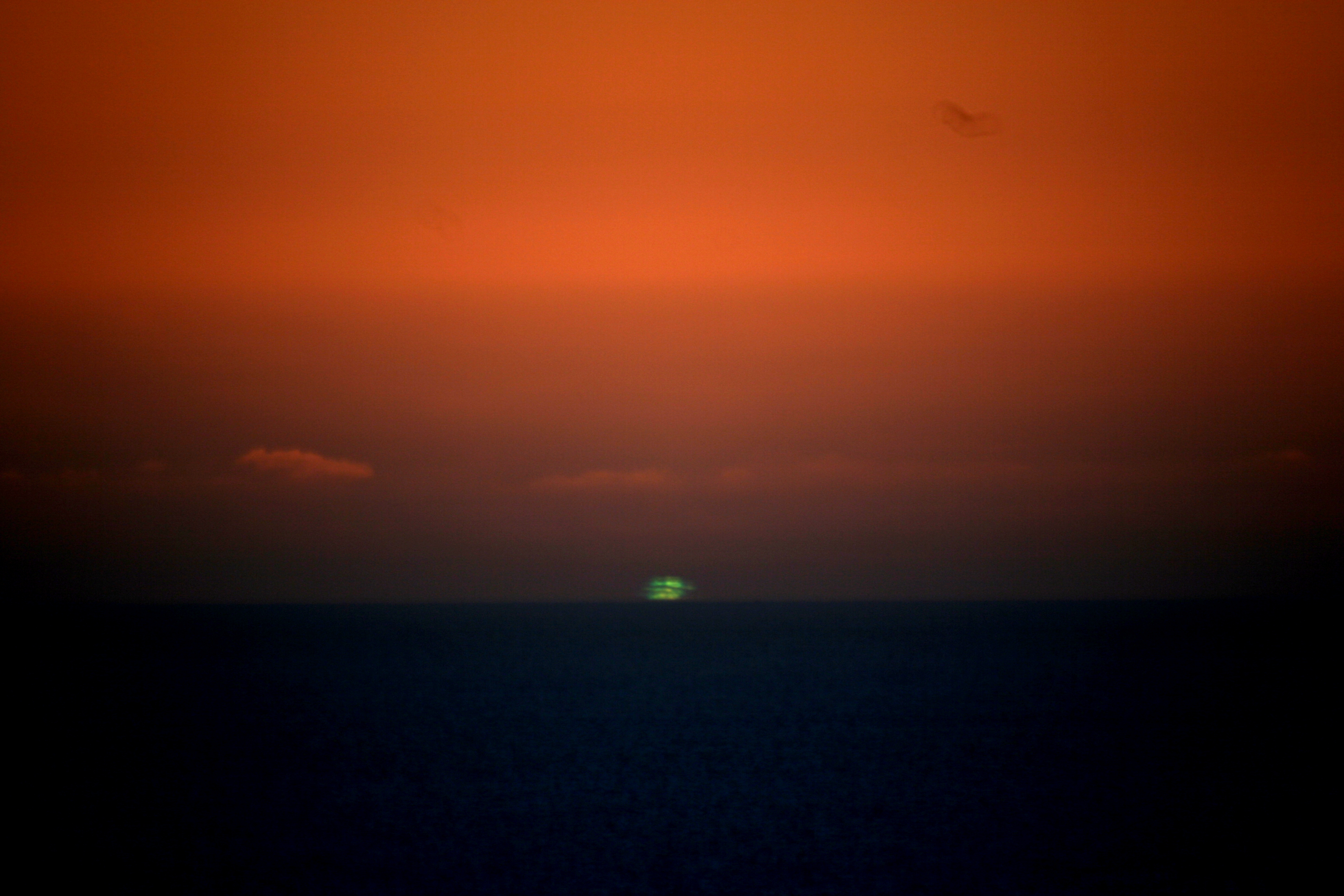
Een groene flits in Santa Cruz

Een groene flits of groene straal is een optisch fenomeen dat plaats kan vinden kort na zonsondergang of voor zonsopkomst. Hierbij is boven de opkomende of ondergaande zon even, vaak slechts 2 seconden, een groen licht zichtbaar. In andere gevallen kan dit licht als een soort straal omhoog schieten vanaf het punt waar de zon opkomt of ondergaat.
Groene flitsen kunnen een aantal verschillende oorzaken hebben, waarvan sommige wat gangbaarder zijn dan andere. Groene flitsen zijn op elke hoogte waarneembaar, en worden het meest gezien boven een vlakke horizon zoals op zee.

## Verklaring

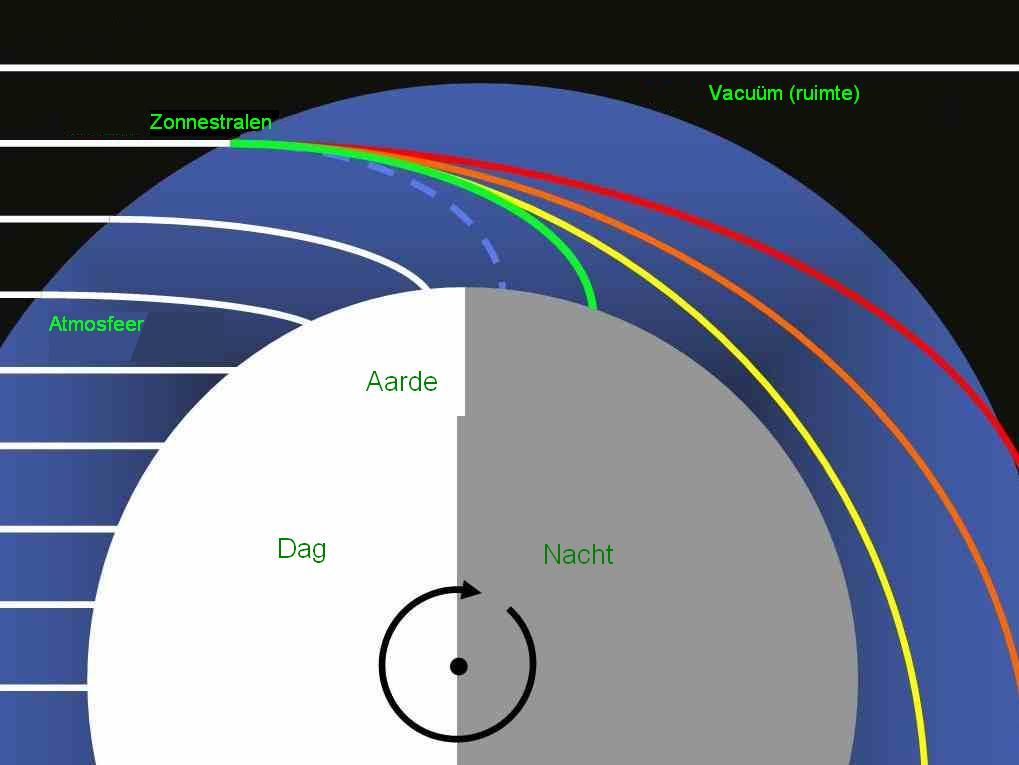
Schematische weergave van het ontstaan van een groene flits

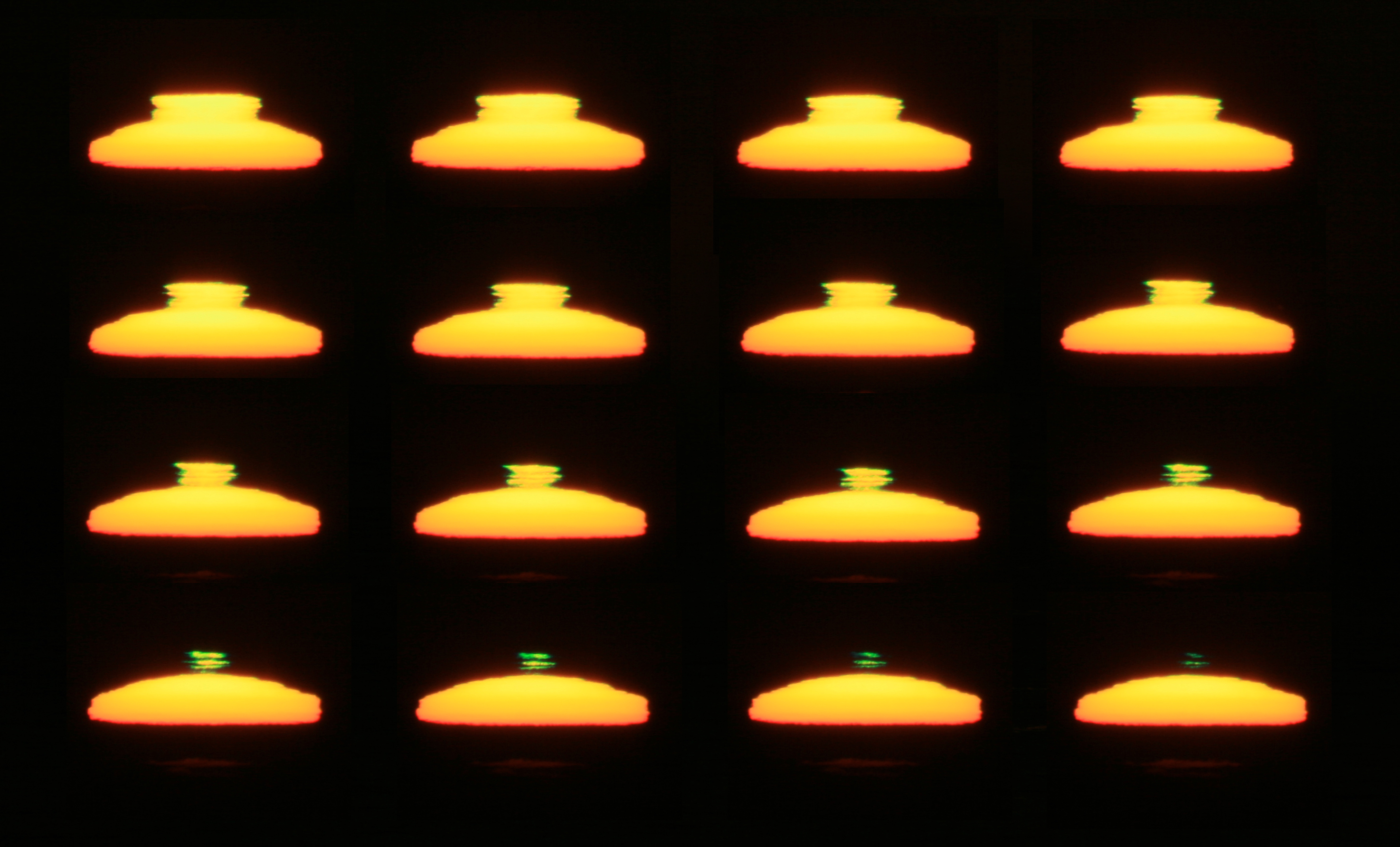
Ontwikkeling van een groene flits

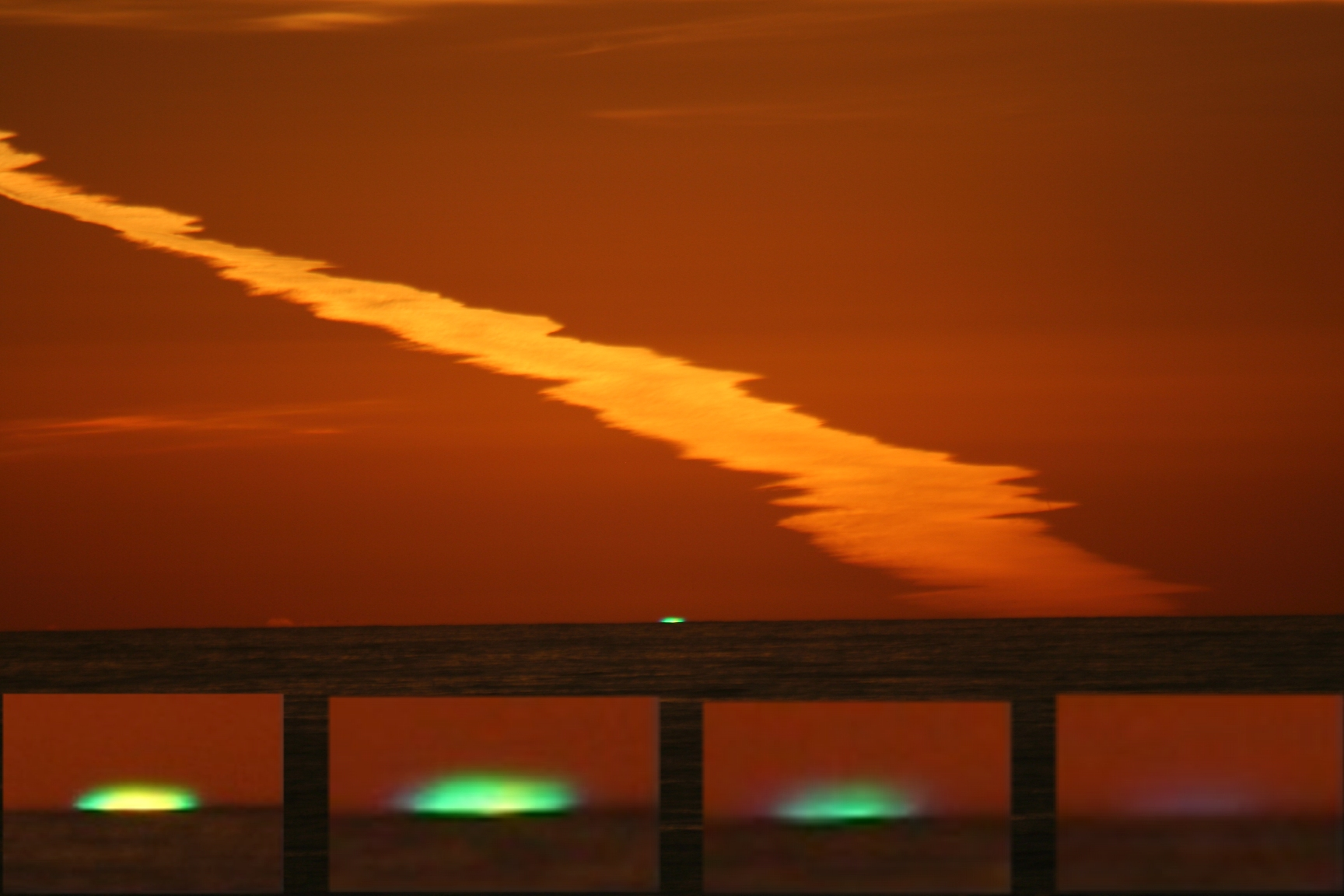
Fasen van een groene flits

De naam groene flits is een verzamelnaam voor verschillende optische fenomenen met verschillende oorzaken, maar ongeveer hetzelfde resultaat.
De oorsprong van een groene flits ligt altijd in de breking van het zonlicht in de atmosfeer, gelijk aan in een prisma. Licht beweegt zich in de dikkere lage luchtlaag van de atmosfeer minder snel voort dan in de dunnere laag erboven. Hierdoor volgt zonlicht een ietwat gekromde baan door de atmosfeer, in dezelfde hoek als de kromming van de aarde. Lichtstralen met een hogere frequentie, zoals blauw en groen, worden echter verder gebogen dan lichtstralen met een lagere frequentie zoals rood en oranje. Hierdoor blijven de groene en blauwe kleuren van de zon nog even zichtbaar wanneer oranje en rode reeds achter de horizon zijn verdwenen door de kromming van de aarde.
Groene flitsen kunnen worden versterkt door luchtspiegelingen als gevolg van bijvoorbeeld een warm of juist erg koud aardoppervlak of de aanwezigheid van een sterke inversielaag. Deze luchtspiegelingen versterken de lichtbreking. Een groene flits is het beste waar te nemen bij een heldere lucht, zodat het zonlicht minder wordt verstrooid.

## Blauwe flits
In theorie is er ook blauw licht aanwezig, maar een blauwe flits wordt in praktijk maar zeer zelden gezien doordat blauw licht al vrij snel wordt verstrooid zodat enkel het groene licht overblijft.

## Niet de groene of blauwe zon
De groene flits mag niet verward worden met de optische hemelverschijnselen groene en blauwe zon, omdat deze verschijnselen veroorzaakt worden door een laag hoogzwevend stof of vulkanisch as dat als een optisch filter werkt en dat enkel de groene of groenblauwe spectrale kleuren van het zonlicht doorlaat.

## Robert E. Seebolds waarneming op 28 maart 1960
Op 28 maart 1960 nam Robert E. Seebold vanuit Washington de projectie waar van de groene flits op een oost-west georiënteerd condensspoor afkomstig van een hoogvliegend lijnvliegtuig. De groene flits werd veroorzaakt door de ondergaande zon, en vertoonde zich als een snel westwaarts bewegend groen segment te midden van het rood-oranjekleurig en dus nog steeds door de zon beschenen deel van het condensspoor en het blauwgrijskleurig oostelijke gedeelte van het spoor dat zich reeds in de aardschaduw bevond.

## Carlos Viegas Gago Coutinho's waarnemingen
Carlos Viegas Gago Coutinho (1869-1959) kon de groene flits onbeperkt lang waarnemen aan het licht van een verre schijnwerper.

## De groene branding
Aan de kust van Sumatra is waargenomen, dat de schuimende golven der branding aan de verre gezichtseinder groen leken; dit gold alleen voor de lage golven, de hoge waren gewoon wit. De zee was grauw en er was sterke kimduiking. Dit verschijnsel lijkt wel identiek met de groene flits: de schitterende lage golven komen overeen met het uiterste randje der ondergaande zon.